# گردشگری در عمان

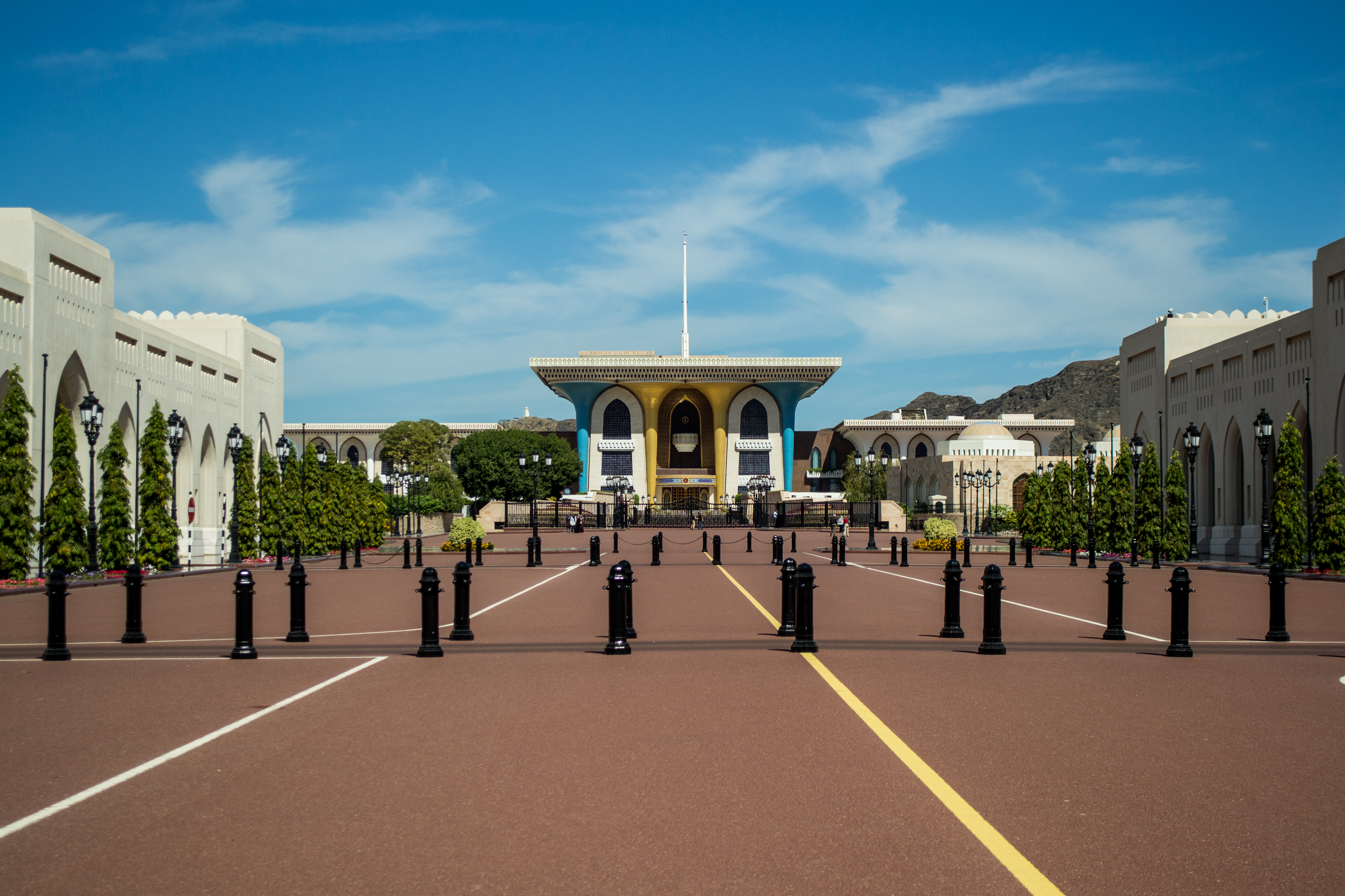
قصر العلم

عمان کشوری در شبه جزیره عربستان است.
گردشگری در عمان در درازنای دههٔ ۲۰۰۰ پیشرفت فراوانی کرد و یک گزارش ۲۰۱۳ پیش‌بینی کرد که این صنعت یکی از بزرگ‌ترین صنایع کشور خواهدشد.
در سال ۲۰۱۹، عمان نزدیکِ ۳٫۵ میلیون بازدیدکننده را از سراسر جهان به سوی خود کشاند، که نسبت به ۳٫۱ میلیون نفرِ سال ۲۰۱۷ پیشرفت چشم‌گیری داشته است.
عمان دارای جاذبه‌های گوناگون گردش‌گری است، به ویژه در زمینهٔ گردش‌گری فرهنگی. مسقط از سوی انتشارات راهنمای سفر آمریکایی یعنی لونلی پلانت در سال ۲۰۱۲ بهترین شهر جهان شناخته‌شد و در همان سال به پایتختیِ گردش‌گریِ سرزمین‌های عرب برگزیده شد.

## بن‌مایه
- همکاری‌کنندگان ویکی‌پدیا، «Tourism in oman»، ویکی‌پدیای انگلیسی، دانشنامهٔ آزاد (بازیابی ۰۷ شهریور ۱۴۰۰)